# Torsten Tawast
Torsten Tawast, född 22 september 1752 i Maaninka, död 22 december 1823 i Leppävirta, var en finländsk militär. Han var bror till Johan Henrik Tawast. 
Tawast sårades under ryska kriget 1788–1790 och togs till fånga av ryssarna, blev 1796 överstelöjtnant och utsågs 1808 till intendent för Sandelska brigadens kommissariat. Han slog sig efter kriget ned som jordbrukare i Leppävirta och efterlämnade en rik brevsamling.